# Acetaldol
El 3-Hidroxibutanal (acetaldol) es un aldol, formalmente el producto de dimerización del acetaldehído. Cuando se deshidrata forma el crotonaldehído.  Anteriormente se le utilizaba en medicina como hipnótico y sedante.